# دين بيلي
دين بيلي (بالإنجليزية: Dean Bailey)‏ هو لاعب كرة قدم أسترالية أسترالي، ولد في 18 يناير 1967، وتوفي في 11 مارس 2014 بسبب سرطان الرئة.

## وصلات خارجية
- دين بيلي على موقع AustralianFootball.com (الإنجليزية)
- دين بيلي على موقع AFLtables.com (الإنجليزية)